# Gottasecca
Gottasecca là một đô thị tại tỉnh Cuneo trong vùng Piedmont của Italia, vị trí cách khoảng 80 km về phía đông nam của Torino và khoảng 50 km về phía đông của Cuneo. Tại thời điểm ngày 31 tháng 12 năm 2004, đô thị này có dân số 191 người và diện tích 13,5 km².
Gottasecca giáp các đô thị: Cairo Montenotte, Camerana, Castelletto Uzzone, Dego, Monesiglio, Prunetto và Saliceto.